# Lopazz

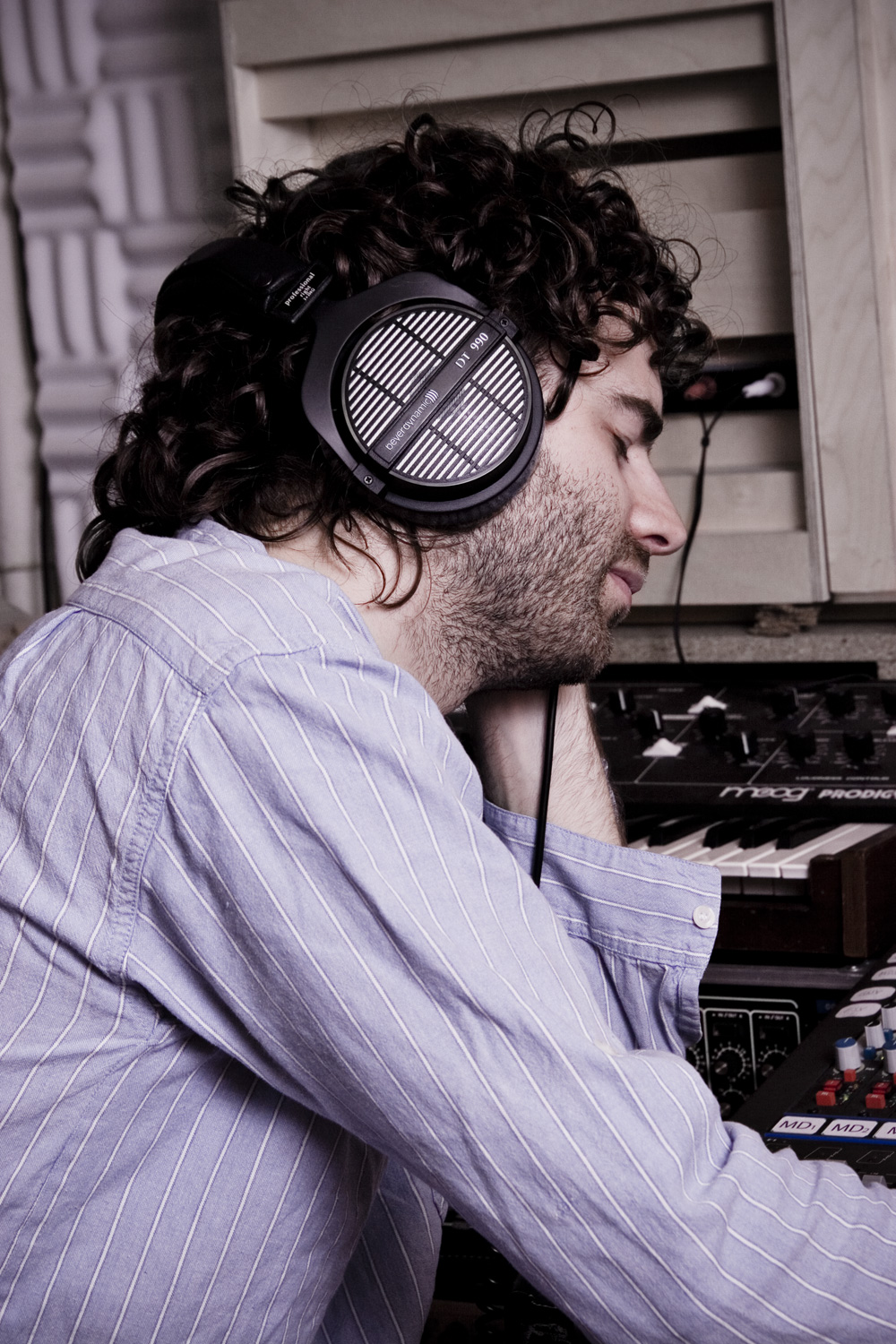
Lopazz

Lopazz ist der Künstlername des in Deutschland lebenden Stefan Eichinger. Er arbeitet hauptsächlich als Komponist, Musikbearbeiter und Musikverleger. Bis 2014 war er als Livemusiker und DJ weltweit auf Tournee. Seine Arbeiten als Engineer haben Gold- und Platinstatus. International bekannt wurde er durch seine Filmmusik-Produktionen für die Arte TV-Serie „Der Foodhunter“, die UNESCO-Serie „Schätze der Welt - Erbe der Menschheit“ sowie seine Club-Hits wie I Need Ya, Blood und Share my Rhythm.
Seit 1994 veröffentlichte er nicht nur auf seinem eigenen Label HD800Achtspur, sondern auch auf renommierten Independent-Labels wie Get Physical Music und Cocoon Recordings und war weltweit auf Konzert- und Club-Tournee und für Filmproduktionen unterwegs.
Als Komponist, Produzent und Mix-Mastering-Engineer ist er für zahlreiche Hitproduktionen verantwortlich.

## Diskografie (Auszüge)
- 1993: KnoB – Karlsunruhe Compilation (Sony / Subway Karlsruhe)
- 1994: Mason&Mesud – The Tapes 1-5 (HD800Achtspur)
- 1995: Mason-Mesud-Stevensen – Ambiente (HD800Achtspur)
- 1996: Mason&Mesud – Eigentlich wollte ich frei sein (800trak Kassettensampler 1)
- 1996: Mason-Mesud-Stevensen – Contraband (HD800Achtspur)
- 1997: Mason-Mesud-Stevensen – High Baby (HD800Achtspur)
- 1997: Jason Mason – Headhouse E.P. (HD800Achtspur)
- 1998: Mason-Mesud-Stevensen – Tonband (HD800Achtspur)
- 1999: Fou Fou – Popkomm E.P. (HD800Achtspur)
- 2000: Redagain P & LOPAZZ Magnum & Miami Vice Remixes (Rams Horn)
- 2001: Output 64 – Commodore Remixes (Enduro/Ladomat)
- 2001: Electuz – Compilation – LOPAZZ „Libertad“
- 2002: Lounge Essenzen – Vol.2 (DieLounge)
- 2003: Nippon Connection – Compilation – LOPAZZ & A. Cortex „Chuo Ride...“
- 2003: LOPAZZ – E.P. (Freundinnen)
- 2003: Soehne Mannheims – Mein Name ist Mensch – LOPAZZ Remix (Universal Music)
- 2004: LOPAZZ – Migracion (Get Physical Music)
- 2004: LOPAZZ – I Need Ya! (Output Recordings)
- 2004: Sven Vaeth In The Mix: The Sound Of The Fourth Season – LOPAZZ „I need ya!“
- 2004: LOPAZZ – Blood (Output Recordings)
- 2005: Channel 4 – A Compilation Of Output Recordings – LOPAZZ „Blood“
- 2005: LOPAZZ – Allemann (Compost Records)
- 2005: Fabric 23 – Ivan Smagghe – LOPAZZ „Blood“
- 2005: Rio Reiser – Familienalbum 2 – LOPAZZ Remix (Edel)
- 2006: LOPAZZ – Lasergun (Lasergun Records)
- 2006: Compost Black Label Series Vol.1 – LOPAZZ: „C.o.D. + Estrella“
- 2006: Floorfiller – Restless – LOPAZZ / Tiefschwarz „Blood“-Remix
- 2006: LOPAZZ – Ciegos (Output Recordings)
- 2006: Get Physical Vol. 2 - 4th Anniversary Label Compilation – Luciano „Migracion“-Remix
- 2006: Lasergun Compilation 2 – LOPAZZ „Lasergun“ + Bad Cop Bad Cop „Cube No.1“
- 2006: M.A.N.D.Y. – At the Controls – LOPAZZ „share my rhythm“(Resist)
- 2007: LOPAZZ – 12" Maxi mit Paul Ritch & Guillaume Remixes - 2 fast 4 u (Get Physical Music)
- 2007: Pomelo E.P. - 12" E.P. Thundercamel with Casio Casino (Pomelo)
- 2007: LOPAZZ – 2 fast 4 u (Booka Shade K7 DJ Kicks)
- 2007: LOPAZZ – Debütalbum CD & Vinyl, iTunes & Beatport-Exclusive – Kook Kook (Get Physical Music)
- 2007: A. Flatner & Deafny Moon – The Voice remix by LOPAZZ (Circle Music Germany)
- 2007: LOPAZZ – Share my rhythm (Get Physical Music)
- 2007: LOPAZZ – The Fact (5 years Get Physical Music Compilation)
- 2007: Anthony Collins – De Palma remix by LOPAZZ (Meerestief Schallplatten)
- 2007: LOPAZZ – Chelonis Remix (5 years Get Physical Music Compilation)
- 2007: LOPAZZ – E.P. mit Deafny Moon & S. Pascalidis F**ck Me! (Gigolo Records)
- 2007: Richard Bartz – Remix by LOPAZZ (Kurbel records)
- 2007: LOPAZZ – Migracion remix by F+M (5 years Get Physical Music Compilation)
- 2008: LOPAZZ – Split Vinyl with Chloé/Pleinsoleil „Parau Api“ (Resopal Red)
- 2008: GPM 100 Compilation CD & Vinyl – LOPAZZ vs. Heidi „Funkshovel“ (Get Physical Music)
- 2008: Alex Flatner feat. LOPAZZ „Perfect Circles“ (Circle Music)
- 2008: Full Body Workout Compilation No.4 CD & Vinyl „Live in Brazil“ (Get Physical Music)
- 2008: LOPAZZ – 12" Maxi with Rex the Dog & Einzelkind Remixes - "We Are" (Get Physical Music)
- 2008: BAD COP BAD COP - 12" Maxi "Top of the cops"(Kahlwild)
- 2008: Sonne Mond Sterne Compilation „Let´s do it in the club“ (BCB / Indigo)
- 2008: Felix da Housecat – GU34 Milan Mix-CD „2 fast 4 u“ (Global Underground)
- 2008: Trip to asia – Remix CD – Berlin Philharmonic Orchestra (Boomtown Media)
- 2008: Fabric38 – Mixed by M.A.N.D.Y. – LOPAZZ „2 fast 4 u“ J. Ganzer Remix
- 2008: LOPAZZ – 12" Maxi with Jochen Trappe Remix - 24 hours (Apparillo)
- 2009: Alex Flatner & LOPAZZ „Make up your mind“ (Cocoon rec.)
- 2009: Bronnt Industries Kapital - LOPAZZ Remix „Objects & Purpose“ (Get Physical Music)
- 2009: Smalltown Collective - LOPAZZ Remix „Gruenwandler“ (Bacteria)
- 2009: T. Becker feat. LOPAZZ „ltd.#012“ (Platzhirsch)
- 2009: LOPAZZ & Casio Casino - Album: „Ambient Film Themes Vol.1“ (Get Physical Music & iTunes)
- 2009: BAD COP BAD COP - 12" Maxi "Best of best of"(Kahlwild)
- 2009: Lopazz feat. Eddie Zarook & The Fix „GPM 108 Credit Card Receipt“ (Get Physical Music)
- 2009: Smalltown Collective – LOPAZZ Remix „Lotussaft“ (Session Deluxe Music)
- 2009: Loco Dice The Lab Mix CD „Perfect Circles“ (NRK)
- 2009: DJ HELL / Gigolo 11 „Watermelon Man“ (International Deejay Gigolos)
- 2009: Sven Vaeth „Sound of the 9th season“ (Cocoon rec.)
- 2009: LOPAZZ & Casio Casino – Album: „Ambient Film Themes Vol.2“ (Get Physical Music & iTunes)
- 2009: Lopazz & Eddie Zarook „Studerrevox Tape-Recordings“ (Circle Music)
- 2009: Amnesia Compilation – LOPAZZ feat. Eddie Zarook „V-Point“
- 2009: Alex Flatner & LOPAZZ „Perfect Circles Remixes“ (Circle Music)
- 2009: M.A.N.D.Y. vs LOPAZZ „Full Of...“ – Renaissance Compilation (Renaissance)
- 2009: Kasper Bjorke „Young again“ – LOPAZZ & Zarook RMX (HFN)
- 2009: BAD COP BAD COP – 12" Maxi "Rerooting to dusty"(MNX)
- 2010: Raoul K - „Mystic Things“ feat. LOPAZZ (Baobab Secret)
- 2010: Alex Flatner & LOPAZZ „Make up your mind Remixes“ (Cocoon rec.)
- 2010: LOPAZZ & Friends feat. Imagination „GPM131“ (Get Physical Music)
- 2011: LOPAZZ & Alex Flatner „This“ (Poker Flat)
- 2011: LOPAZZ edited by SIS „Migracion“ & „Funkshovel feat. Heidi“ (Get Physical Music)
- 2011: Phreek „Passion“ - DJ T. Remix (Compost Rec.)
- 2011: DJ T. „The Pleasure Principle“ co-produced by LOPAZZ (Get Physical Music)
- 2011: LOPAZZ & Alex Flatner „Dinosaurs“ (HFN)
- 2011: LOPAZZ & Zarook „Bud“ (HFN)
- 2012: Jordan Lieb - lovework - Defected in the House (DJ T. Remix)
- 2012: LOPAZZ & Alex Flatner „Freedom of the heart“ (Circle Music)
- 2012: 10 Years Get Physical Music - LOPAZZ „Share my rhythm“ (DJ T. Mix)
- 2012: The House that Jack built - LOPAZZ „Live in Brazil“ (DJ T. Edit)
- 2012: LOPAZZ vs M.A.N.D.Y. feat. Nick Maurer „Bookarest“ (Watergate Compilation)
- 2012: Circle Music Mixtape - LOPAZZ & Alex Flatner „Dislike“
- 2012: Tigerstripes „This Man“ (LOPAZZ & M.A.N.D.Y. Remix)
- 2012: The Rapture „Children“ LOPAZZ Remix (DFA)
- 2012: LOPAZZ & Alex Flatner „Our Love E.P.“ (Get Physical Music)
- 2012: DJ T. „The Pleasure Principle“ Clubversions co-produced by LOPAZZ (Get Physical Music)
- 2012: M.A.N.D.Y. vs LOPAZZ feat. Nick Maurer
- 2012: M.A.N.D.Y. vs LOPAZZ „Full of...“ Rework
- 2012: Chelonis R. Jones „The Irritant“ (LOPAZZ & Casio Casino RMX)
- 2012: My Favourite Robot feat. Slok (LOPAZZ & Casio Casino RMX)
- 2013: LOPAZZ & Casio Casino „I feel love“ (Get Physical Music)
- 2013: Alex Niggemann - LOPAZZ & Flatner Remix - (Poker Flat)
- 2013: M.A.N.D.Y. vs LOPAZZ feat. Nick Maurer (Cityfox)
- 2013: LOPAZZ & Betoko „U&I“ (Get Physical Music)
- 2014: Junior Boys, LOPAZZ and Raz O´hara - Soft Perls (Get Physical Music)
- 2014: Faded Ranger - Be on the lookout - LOPAZZ & Willis Haltom Remix (HFN)
- 2014: Benny Grauer - LOPAZZ & Willis Haltom Remix (Mood Music)
- 2014: LOPAZZ & Casio Casino - Works (Fact or Fiction)
- 2014: Wallis Bird - LOPAZZ & Casio Casino Remix (Towerrecords)
- 2014: Cavaan KAT EP
- 2014: LOPAZZ & Alex Flatner feat. Nick Maurer (Circle Music)
- 2015: Ambient-Mix for Deutsche Bahn (DB-Magazine)
- 2015: LD Nero (Misfit Melodies)
- 2015: Cavaan - Amphid Lampshade (Resopal)
- 2015: Miguel Rendeiro - Breakthrough (Get Physical Music)
- 2015: Cavaan - Metamorphosis (Resopal)
- 2015: Nod One’s Head - LOPAZZ & Casio Casino Remix (Guesstimate)
- 2015: LOPAZZ & Alex Flatner (Lola)
- 2015: Kohdu - Heat - LOPAZZ & Casio Casino Remix (Kohdu)
- 2015: Murat & Alican - LOPAZZ & Casio Casio Remix (Sagol)
- 2016: LD Nero (Running Back)
- 2016: Fact or Fiction Live at Enjoy Jazz (HD800)
- 2016: Ambient-Mix for Deutsche Bahn pt.2 (DB-Magazine)
- 2016: Schallpause.de Music-Content
- 2016: M.A.N.D.Y. - Full Album Production (Get Physical Music)
- 2016: M.A.N.D.Y. - Friends Kiss (Get Physical Music)
- 2016: Alex Flatner (diverse Ghostproductions)
- 2016: M.A.N.D.Y. - Double Fantasy Singles (Get Physical Music)
- 2016: Der Geist Europas - Die Whisky-Route DVD (AMP, Zyx)
- 2016: www.Schallpause.de (Regeneration with Music, Projekt-Dialog)
- 2017: Musicmodulations for the National German Olympic Weightlifting Team,
- 2017: Co-productions with Casio Casino, Xavier Bussy, President Bongo, Rossano Snel
- 2017: Co-Productions with and for Gerd Janson / Running Back
- 2018: Co-productions with Casio Casino and Rossano Snel for Along Mekong Productions
- 2018: Running Back presents the Clearaudio Anniversary Record / Killing A Balkanking
- 2018: Co-Productions with and for Gerd Janson / Running Back
- 2019: www.Neuronavi.de Music-Content

## Filme (Auszüge)
- 1999: Schätze der Welt - Ghadames
- 1999: Schätze der Welt - Leptis Magna
- 2000: Schätze der Welt - Buchara - Perle an der Seidenstrasse
- 2000: Drei Wege nach Samarkand - Die Spur des Propheten
- 2001: Schätze der Welt - Kathmandu-Tal
- 2001: Schätze der Welt - Luang Prabang
- 2001: Schätze der Welt - Banaue
- 2001: Schätze der Welt - Halong-Bucht
- 2002: Schätze der Welt - Vigan
- 2002: Schätze der Welt - Dhofar
- 2002: Schätze der Welt - Hue
- 2002: Jeder Wind hat seine Reise - Teil 1-3
- 2003: GEO 360 Grad - Mission Nordkorea
- 2003: Schätze der Welt - Accra
- 2003: Schätze der Welt - Ashantiland
- 2003: Schätze der Welt - Samarkand
- 2003: Schätze der Welt - Hoi An
- 2004: Indien Maritime - Teil 1-3 & ARTE Beitrag für Lola
- 2004: Schätze der Welt - Altstadt Tunis, Mausoleum des Hodscha Ahmed Yasawi
- 2004: Schätze der Welt - Amalfi-Kueste Italien, Alles wie gemalt
- 2005: Laos - Wassertaxi zur Koenigsstadt
- 2005: Beruf: Food Hunter - Auf kulinarischer Schatzsuche in Asien
- 2005: Schätze der Welt - Victoria Terminus / Victoria Bahnhof in Mumbai
- 2005: Reinhold Messner in der Mongolei - Mit Sohn Simon bei den Tuwa-Nomaden in der Mongolei
- 2005: Schätze der Welt - Turkestan, Pilgerfahrt nach Turkestan
- 2006: Schätze der Welt - Koguryo-Graeber / Nordkorea - Kampfbereit bis in alle Ewigkeit
- 2006: Schätze der Welt - Merv / Turkmenistan - Ruinen einer Koenigsstadt
- 2006: Schätze der Welt - Mongolei - Orchon Tal - Steine, Stupas, Staedte
- 2006: Schätze der Welt - Macau / China
- 2007: Schätze der Welt - Essauoira / Marokko - Wo der Sand das Meer trifft
- 2007: Beruf: Food Hunter - Auf kulinarischer Schatzsuche in Asien 2007 Teil 1-5
- 2008: Treasures of the World / Schaetze der Welt - Durmitor / Montenegro
- 2008: Perfume Hunter - Der Duftjaeger / arte
- 2008: Brot für die Welt - „Alles Banane“
- 2009: Treasures of the World / Schaetze der Welt - Aoelische Inseln / Italien
- 2009: Food Hunter - Teil 7-8 / In China
- 2009: Bread for the World Campaign in Durban, South Africa
- 2009: Bread for the World Campaign in Konso, Ethiopia
- 2010: „Desertification“
- 2010: „Perfektes Promi-Dinner“
- 2010: Schätze der Welt - Melaka & Georgetown, Malaysia
- 2010: „Biofach 2010“
- 2011: Treasures of the World „Sri Lanka“
- 2011: Marco Polo Reloaded (1-5) – Arte/SWR
- 2012: Marco Polo Web-Doc (AMP)
- 2012: „Perfektes Promi-Dinner“ & „GnTm“ (LOPAZZ / DJ T.)
- 2013: Spreewaldsaga (Donald Saischowa / RBB)
- 2013: Leben am Strom – Myanmar (Arte / AMP)
- 2014: Wendeklang – Soundtrack of Change – Le Mur des Sons (ARD / AMP / Arte)
- 2014: Asien feiert – Mongolei (Elke Werry / HR)
- 2014: Asien feiert – Macau (Elke Werry / HR)
- 2014: Wanderlust (1-5) – Wanderwege Europas (ARD / AMP / Arte)
- 2015: Wanderlust (6-10) – Wanderwege Europas (ARD / AMP / Arte)
- 2015: Geist Europas / Europa hochprozentig (ARD / AMP / Arte)
- 2015: Planet Wüste (Michael Martin, PRO 7, SERVUS TV)
- 2016: Der Geist Europas 1-4 (Arte, SWR, AMP)
- 2016: Michael Martin - Planet Wueste (PRO 7, SERVUS TV)
- 2016: Basare der Welt (HR, Dr. Elke Werry)
- 2017: Galeries Lafayette, Paris (HR, Arte, Dr. Elke Werry)
- 2017: Der Geist Europas - Die Whisky-Route (DVD AMP, Zyx)
- 2017: A Gulf-Stream-Journey (Arte, SWR, AMP)
- 2017: Korea - Ein unbekanntes Land (A&R / Rossano Snel / Gisela Will)
- 2017: Michael Martin - Planet Wueste (DVD)
- 2018: 24 Stunden Mannheim (SWR, AMP)
- 2018: Der Neckar (SWR, AMP)
- 2019: Le Rhône (AMP / Arte)
- 2019: Der Schwarzwald Teil 1(Arte / SWR / AMP)
- 2019: Leben an Grachten / Amsterdam (Filmquadrat / AMP)
- 2020: Hoelderlin. Dichter sein. Unbedingt!  (SWR / AMP)
- 2020: Der Schwarzwald - Rund ums Jahr Teil 2 (SWR / AMP)